# Oarba de Mureș, Mureș
Oarba de Mureș (în maghiară Marosorbó) este un sat ce aparține orașului Iernut din județul Mureș, Transilvania, România.

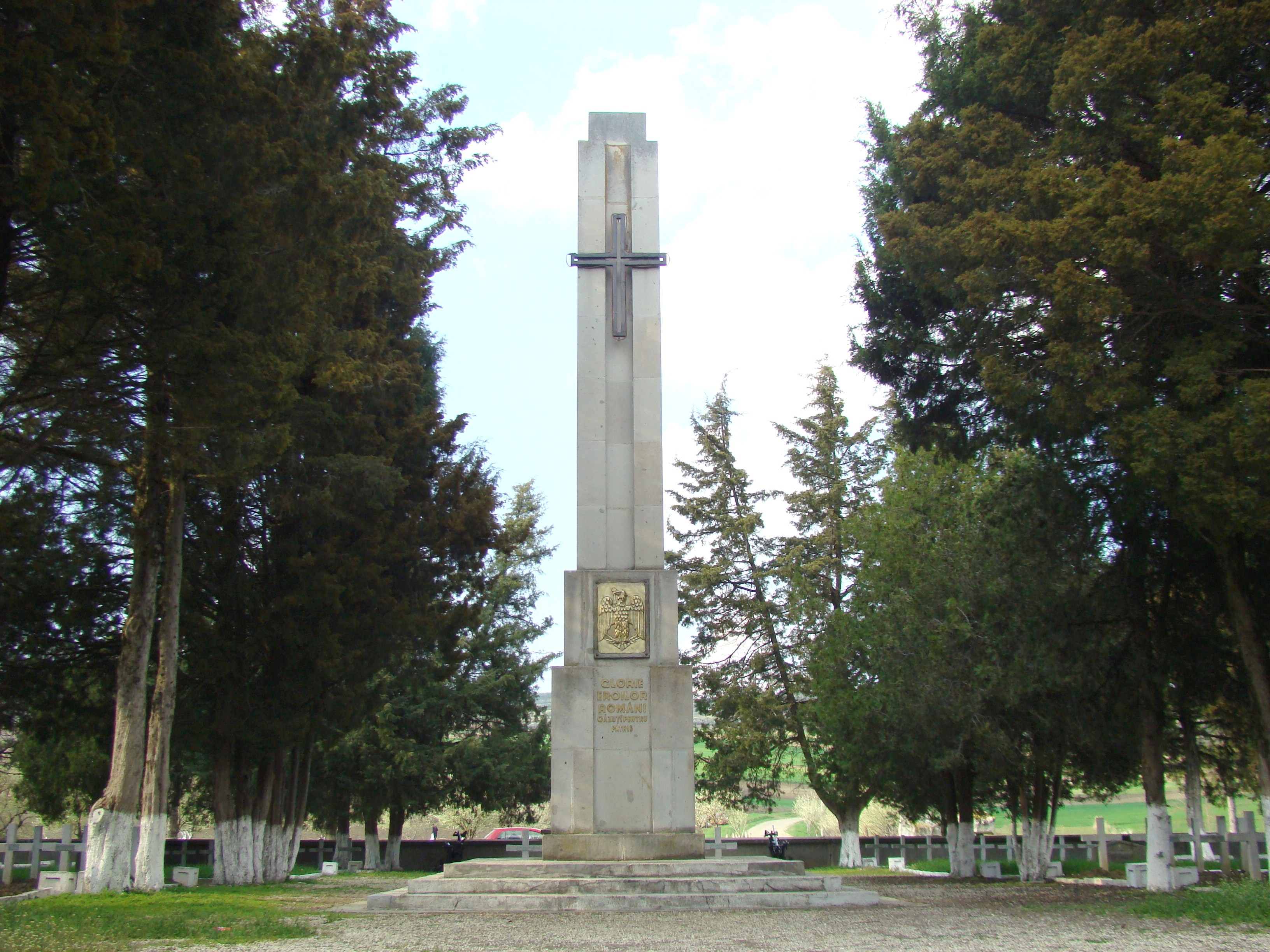
Monumentul eroilor români căzuți în cel de-al doilea război mondial

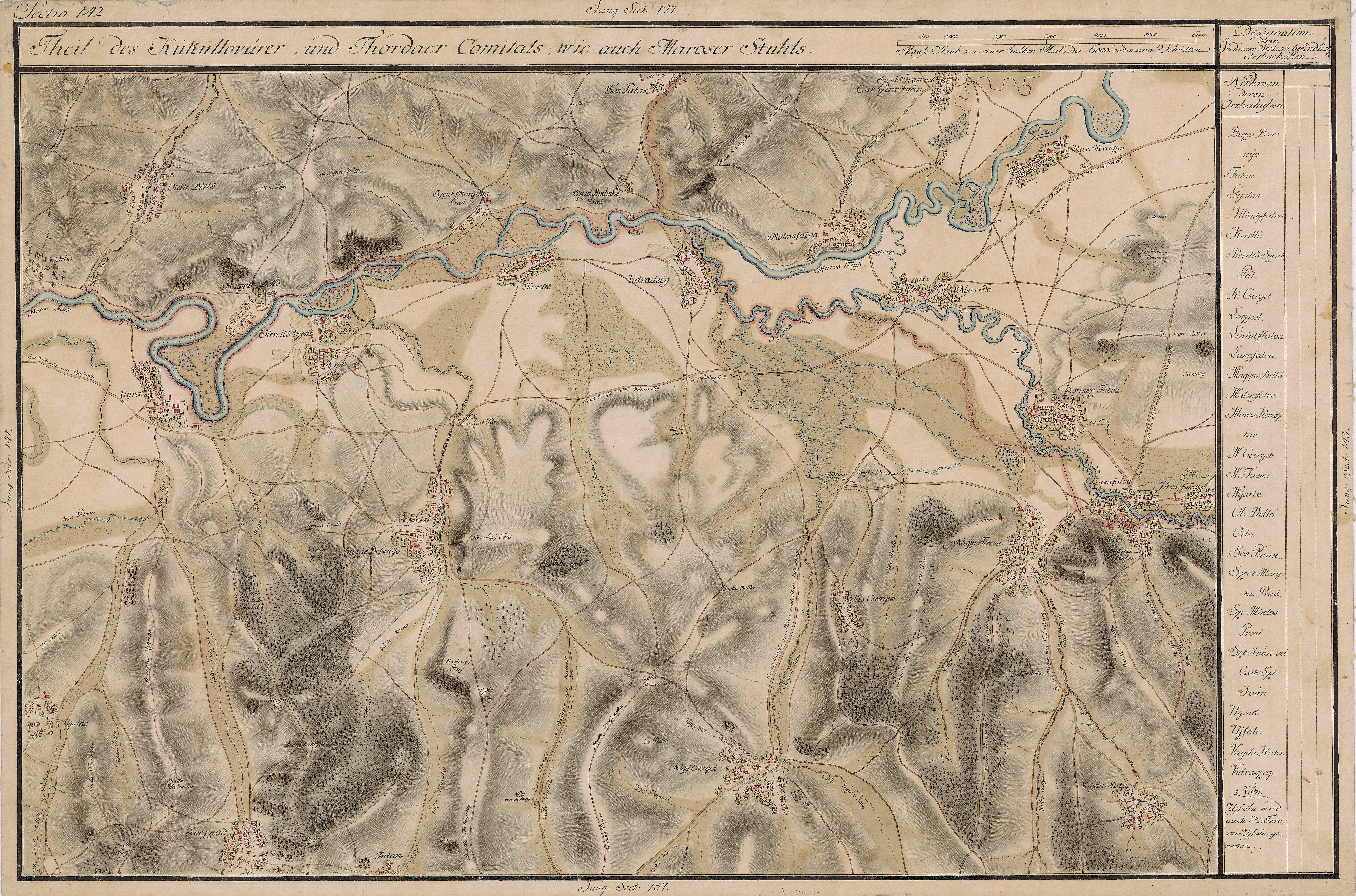
Oarba de Mureș în Harta Iosefină a Transilvaniei, 1769-1773

## Istoric
Pe Harta Iosefină a Transilvaniei din 1769-1773 (Sectio 141), localitatea a apărut sub numele de „Orbo”.

## Obiectiv memorial
Cimitirul Eroilor Români din Al Doilea Război Mondial este amplasat pe o amplă terasă din apropierea malului Mureșului. Acesta a fost amenajat în memoria militarilor români căzuți între 17 septembrie-5 octombrie 1944 pentru eliberarea Ardealului de Nord. Cuprinde 165 de însemne de căpătâi. Sunt înhumați aici ca. 3.500 de eroi români, din care au fost identificați în arhive, până în prezent, 1.169 de militari. În centrul cimitirului se află un monument impunător, ridicat din inițiativa localnicilor. Pe un soclu masiv, din beton în două trepte, se ridică o coloană cu o înălțime de 10 m. Soclul are, pe fațada principală, inscripționat următorul text: „GLORIE EROILOR ROMÂNI CĂZUȚI PENTRU APĂRAREA PATRIEI“.

## Populație
Conform Recensământului din anul 2022 populația localității era de 97 locuitori în scădere față de cei 132 locuitori înregistrați la ultimul recensământ.

## Personalități
- Dimitrie Moldovan (1848 - 1922),  deputat în Marea Adunare Națională de la Alba Iulia 1918

## Galerie de imagini

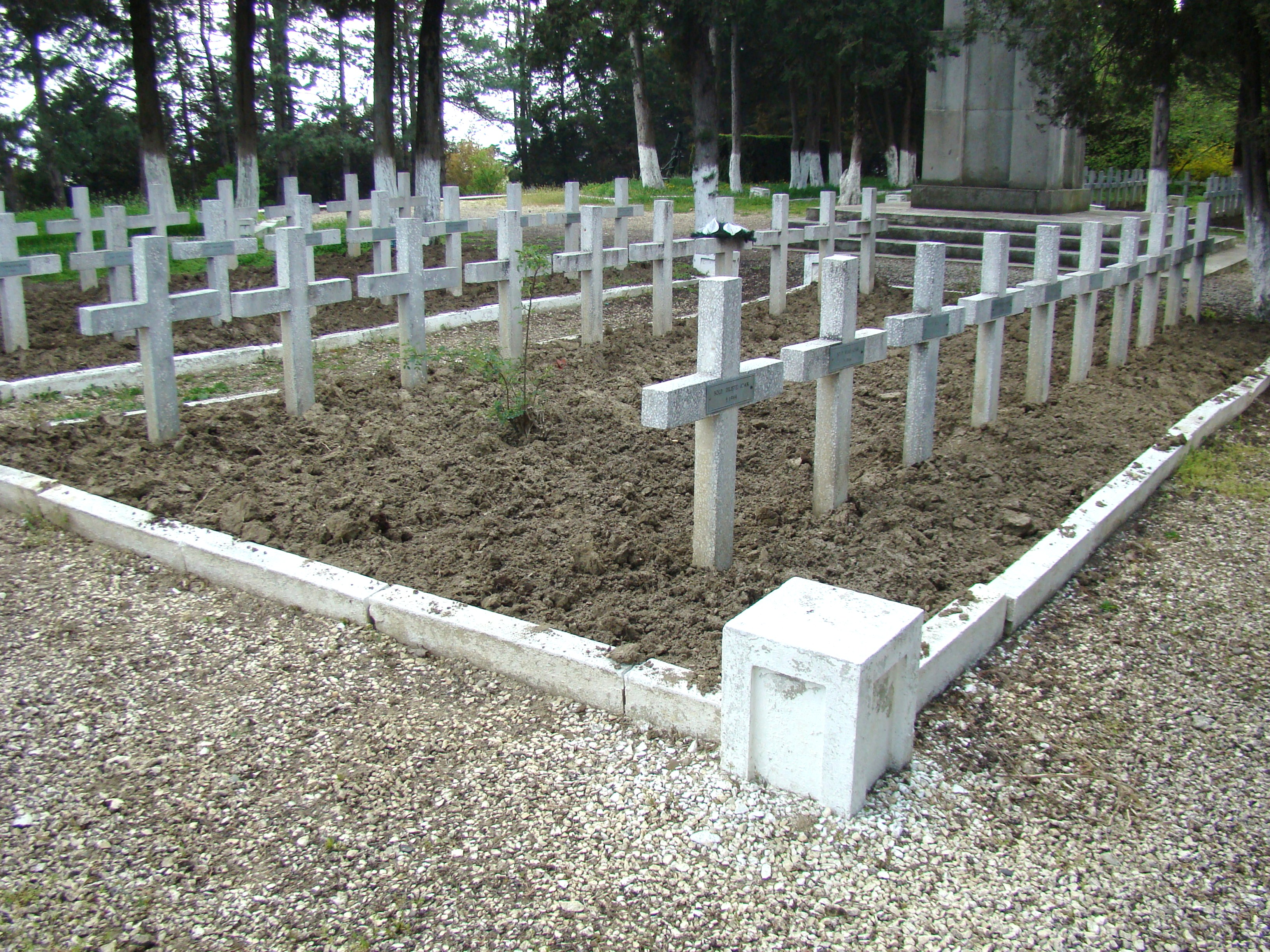
Monumentul Eroilor
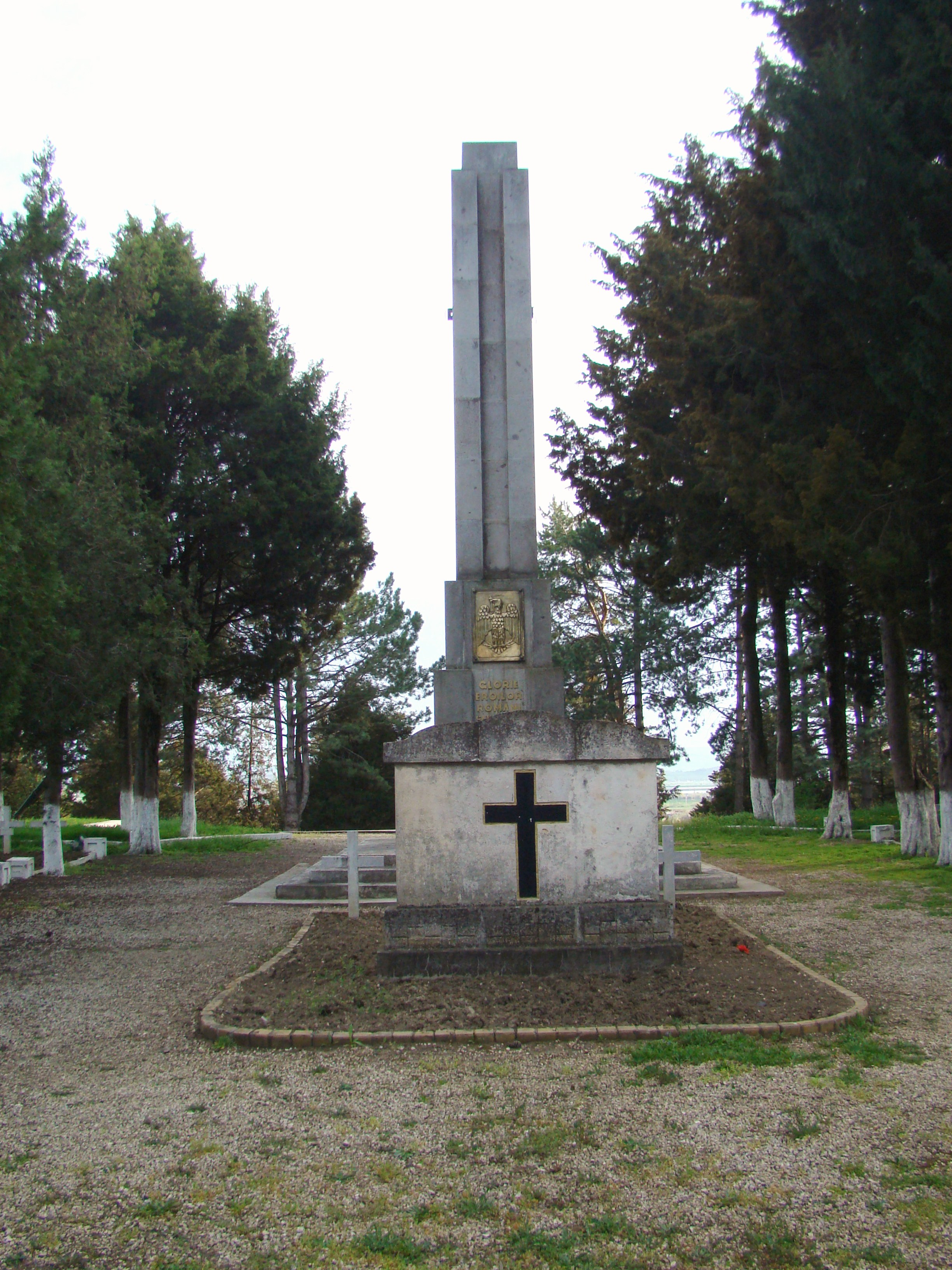
Monumentul Eroilor
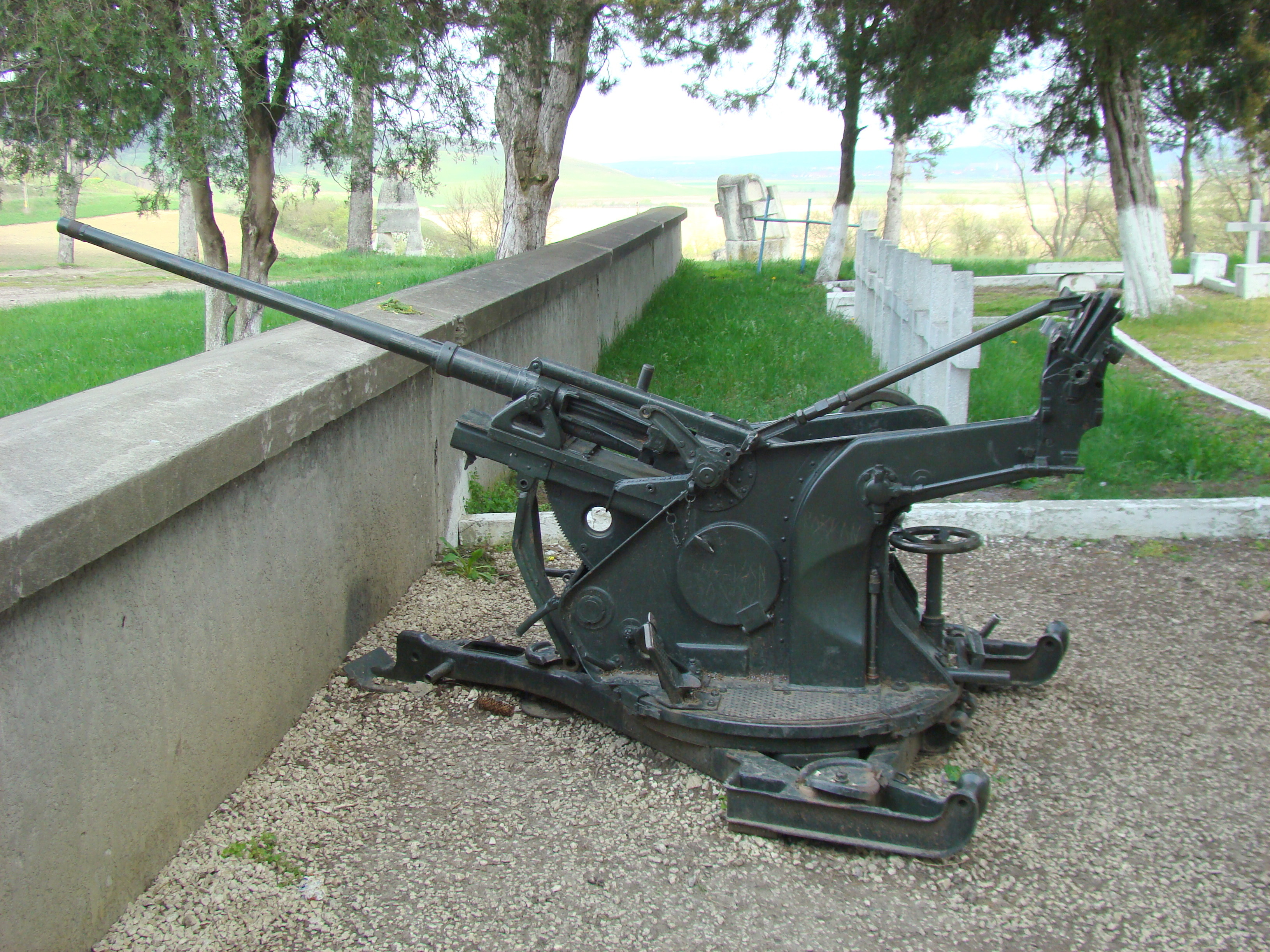
Monumentul Eroilor
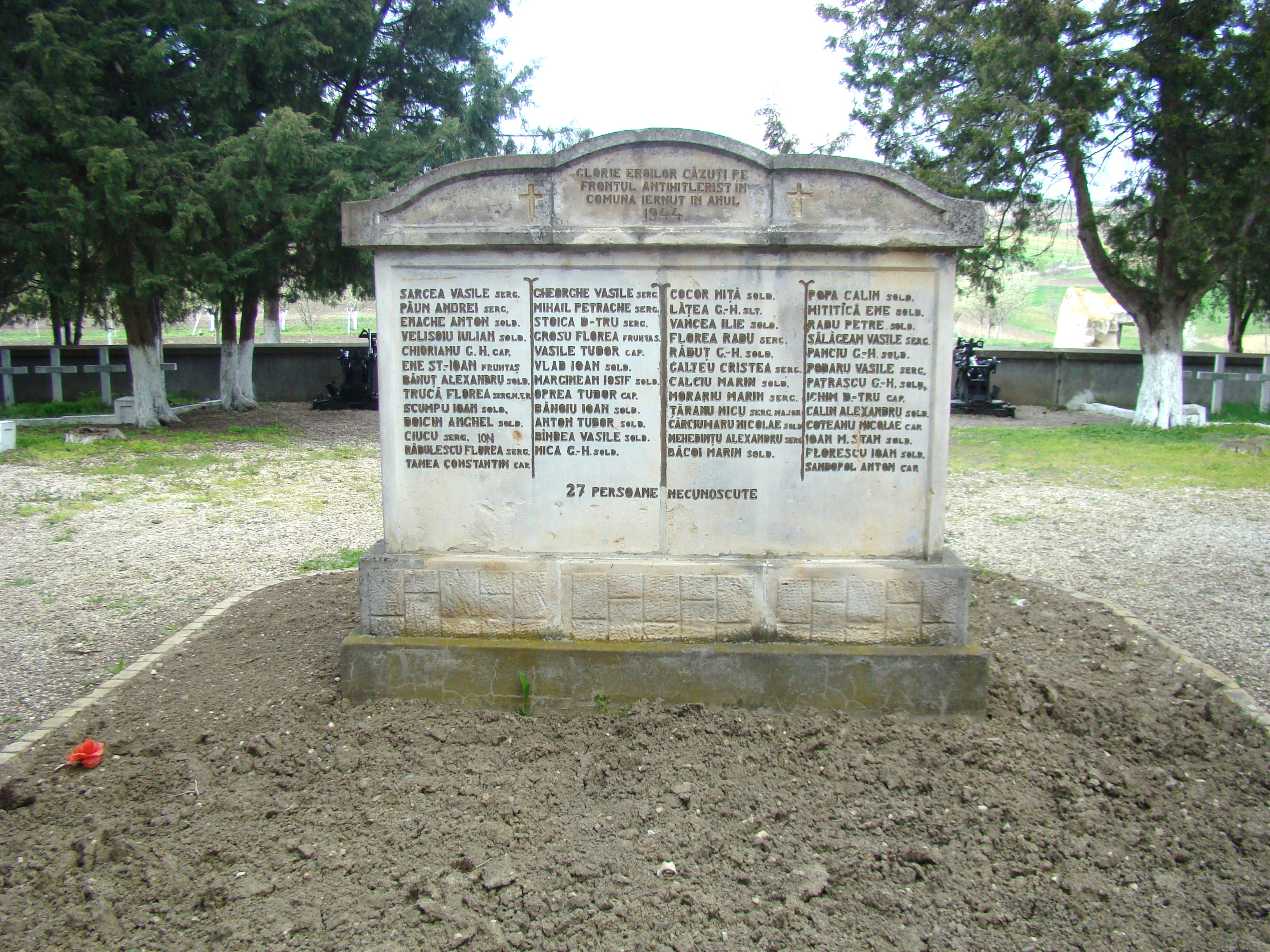
Monumentul Eroilor
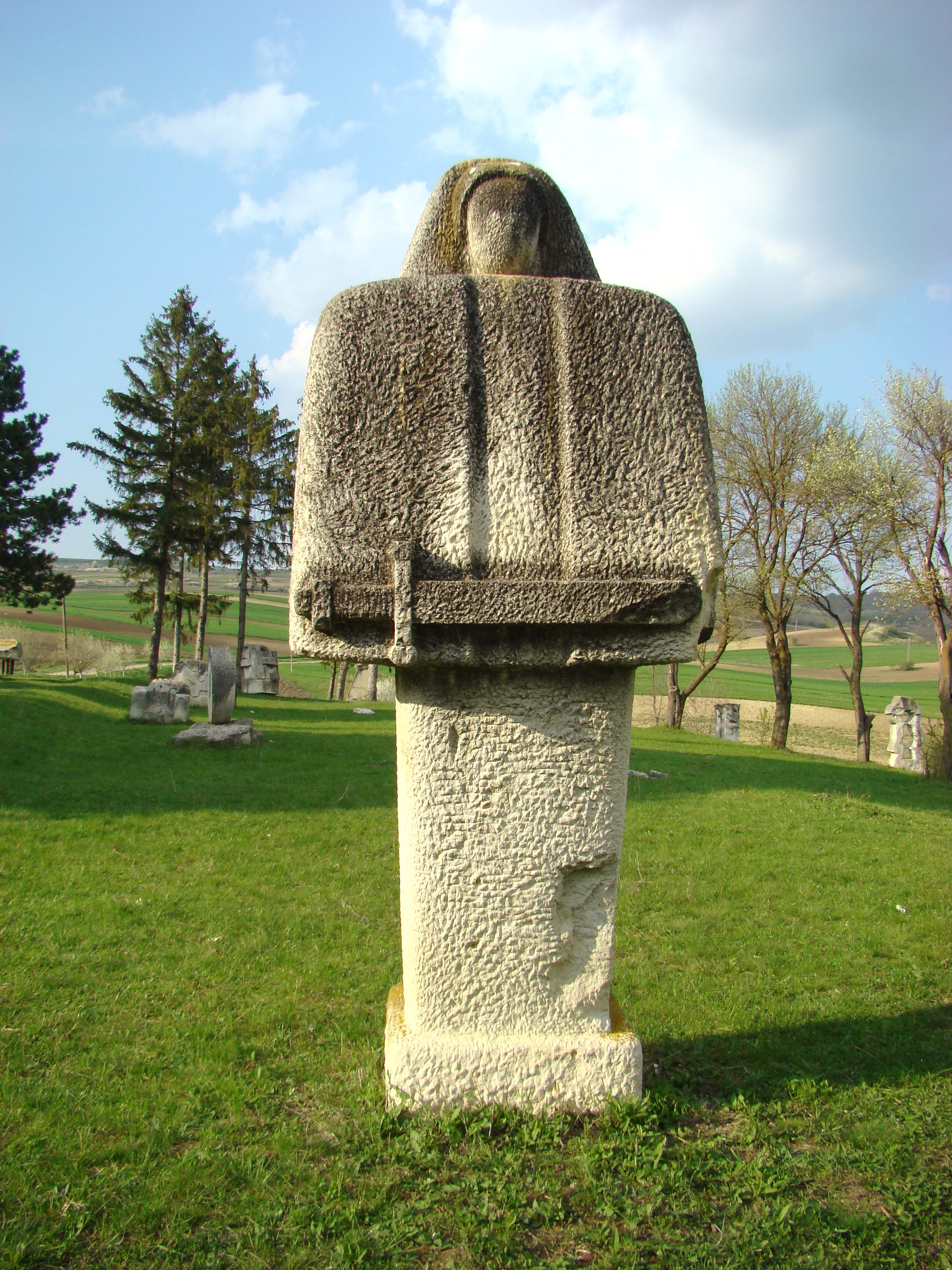
Tabăra de sculptură în aer liber
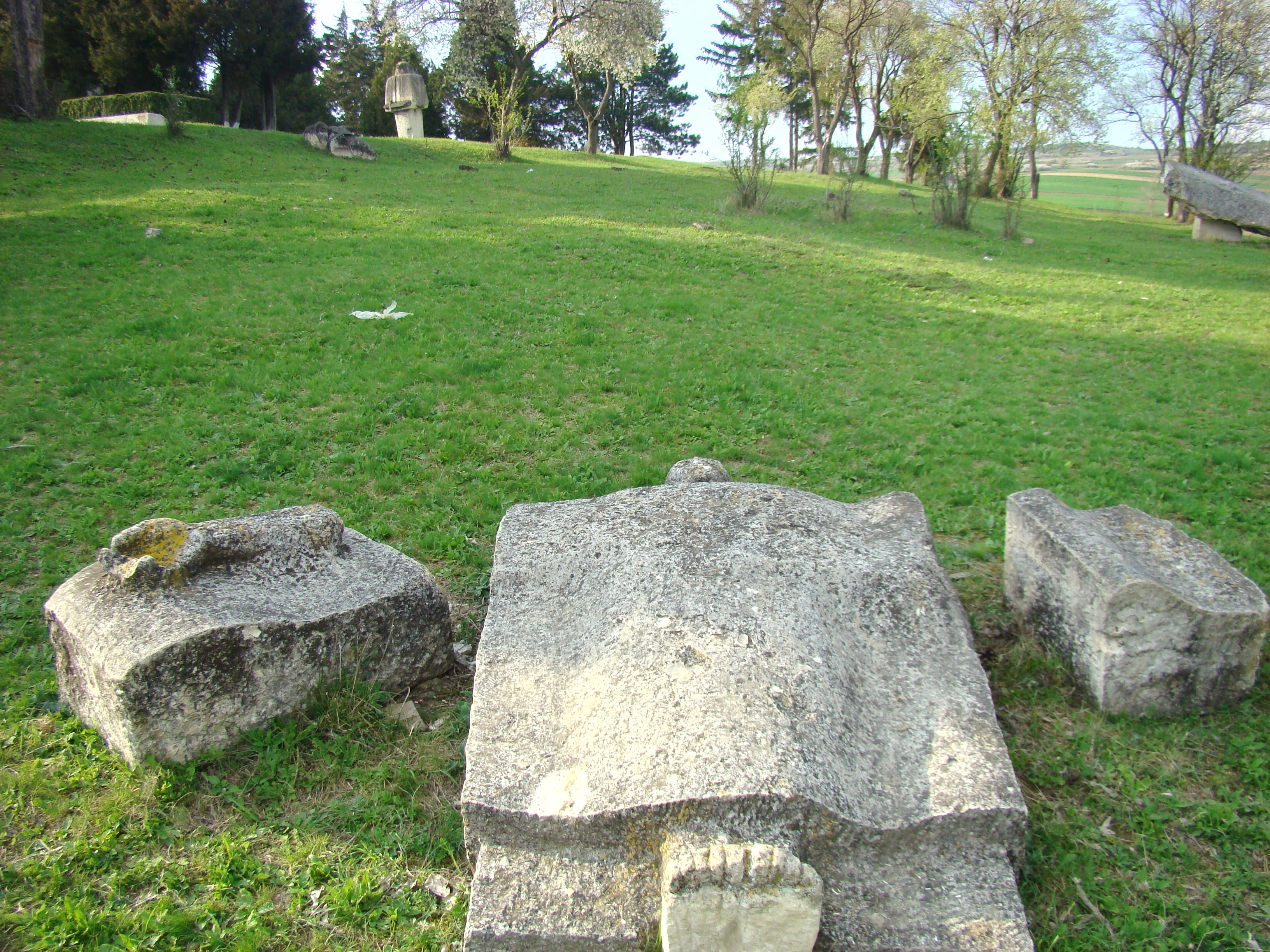
Tabăra de sculptură în aer liber
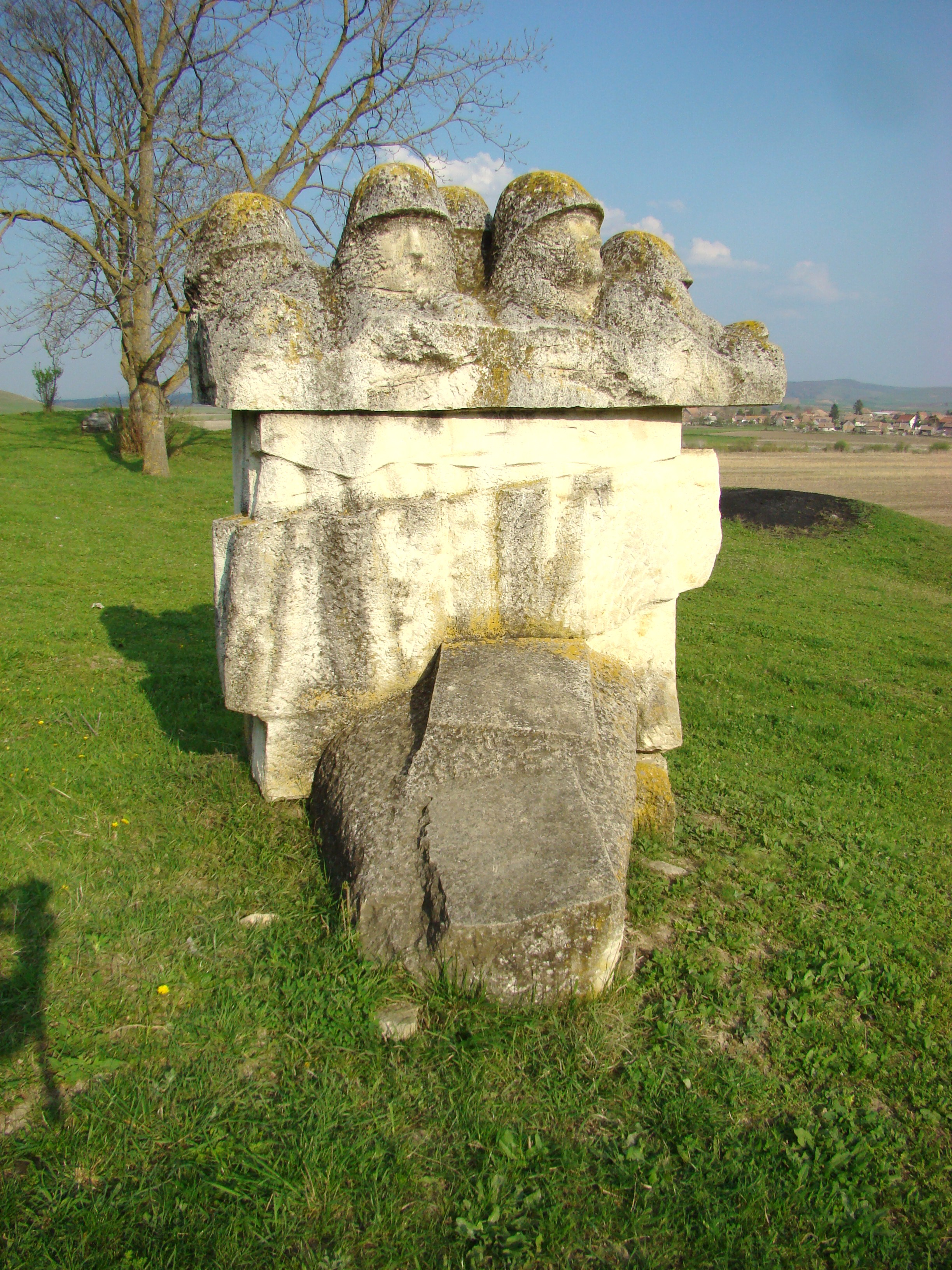
Tabăra de sculptură în aer liber
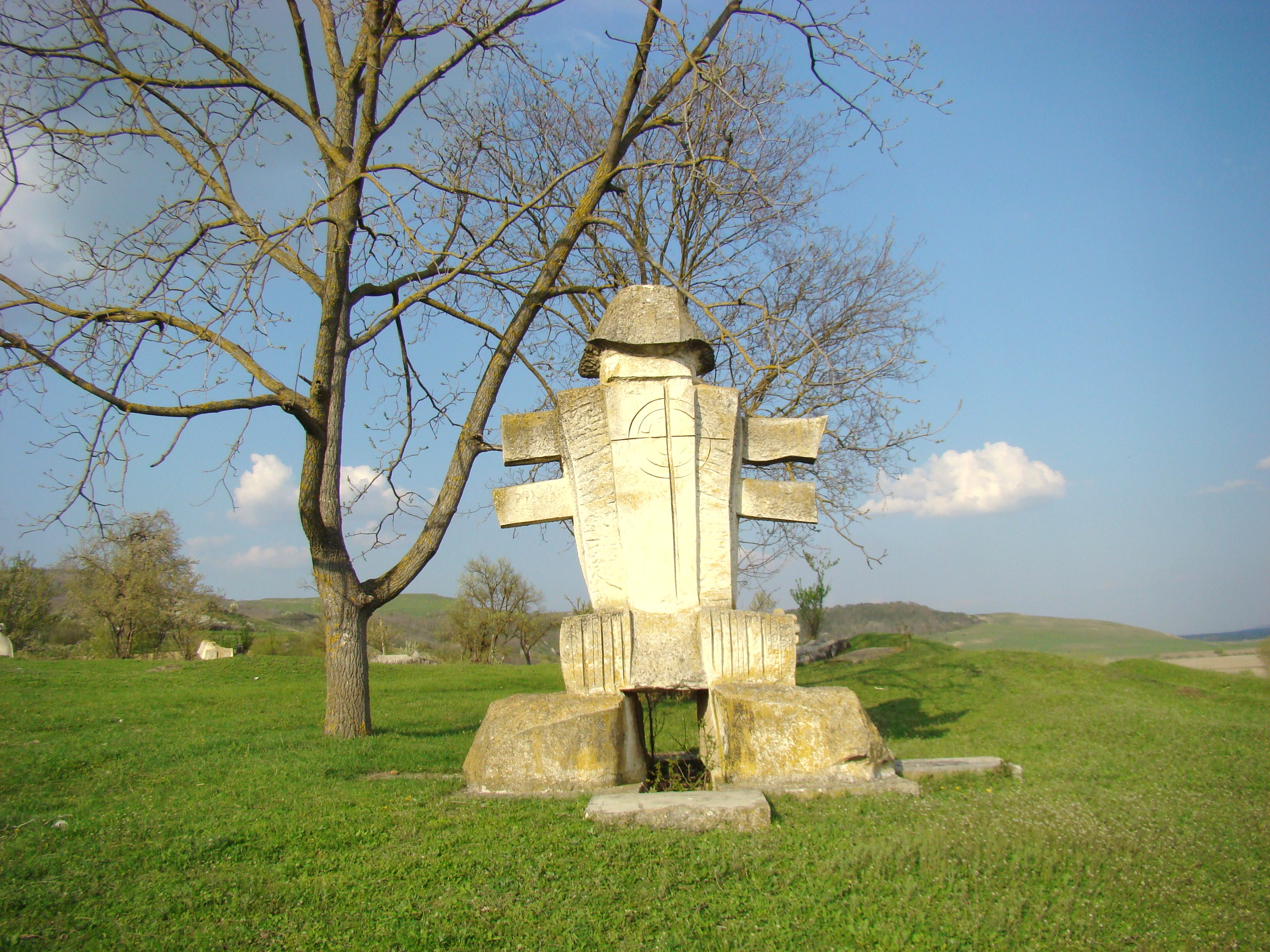
Tabăra de sculptură în aer liber